# European Boxing Union (EBU-EU)
European Boxing Union (European Union) - federacja bokserska podlegająca pod EBU. W przeciwieństwie do EBU, walki rozgrywane o pas EBU-EU są to pojedynki o pas Mistrza Unii Europejskiej. EBU-EU prowadzi rankingi, przyznaje tytuły mistrzowskie oraz wyznacza pretendentów. Prezydentem federacji jest Bob Logist. 
Pierwszym mistrzem tej organizacji był Javier Castillejo, zwyciężając 11 stycznia 2002 Xaviera Moyę.